# Alessandro Caranci
Alessandro Caranci (Roma, 2 dicembre 1967) è un ex rugbista a 15 italiano.
Ha giocato prevalentemente apertura e talvolta estremo. Ha disputato 11 campionati Italiani con le squadre del CUS Roma, Petrarca Padova, L'Aquila e Colleferro.

Ha esordito nella massima divisione del campionato italiano nel 1986 con il CUS Roma. Dopo aver fatto parte delle Nazionali giovanili azzurre in tutte le categorie (dall'under 15 fino all'under 21) nel 1989 a Bucarest ha esordito nella Nazionale Italiana (Romania Italia 28-4).

Ha fatto parte della comitiva azzurra nel TOUR in Argentina del 1989 disputando 3 delle 6 partite del TOUR.

Laureato in ingegneria elettronica attualmente si occupa di telecomunicazioni via satellite. Oggi è manager di una delle società leader mondiali di telecomunicazioni via satellite.